# Rastoki
 Rastoki  falu Horvátországban Zágráb megyében. Közigazgatásilag Jasztrebarszkához tartozik.

## Fekvése
Zágrábtól 35 km-re délnyugatra, községközpontjától 7 km-re északnyugatra a Plešivica-hegység déli lejtőin fekszik.

## Története
1249-ben említenek itt egy "terra Zcopna" nevű birtokot, mely a Pribich család tulajdona volt és valahol Rastoki és Dragovanšćak között feküdt. Ugyanitt említik "Vidyna goricha" néven a Rastokinál ma is megtalálható dombot, melyet ma is Vidina goricának neveznek. A település neve birtokként 1283-ban "terra Raztoca" alakban bukkan fel abban az oklevélben, melyben Okics urai az uradalmat Lipovac várával együtt Babonics Radoszlávnak adják el. Neve 1293-ban, 1327-ben, 1546-ban, majd 1608-ban is szerepel a korabeli forrásokban. Az egyházlátigatási jegyzőkönyvek a 17. és a 19. század között mindig megemlítik mint a slavetići plébániához tartozó települést.
A falunak 1857-ben 79, 1910-ben 95 lakosa volt. Trianon előtt Zágráb vármegye Jaskai járásához tartozott. 2001-ben 106 lakosa volt. 

## Lakosság
| Lakosság változása | Lakosság változása | Lakosság változása | Lakosság változása | Lakosság változása | Lakosság változása | Lakosság változása | Lakosság változása | Lakosság változása | Lakosság változása | Lakosság változása | Lakosság változása | Lakosság változása | Lakosság változása | Lakosság változása |
| ------------------ | ------------------ | ------------------ | ------------------ | ------------------ | ------------------ | ------------------ | ------------------ | ------------------ | ------------------ | ------------------ | ------------------ | ------------------ | ------------------ | ------------------ |
| 1857               | 1869               | 1880               | 1890               | 1900               | 1910               | 1921               | 1931               | 1948               | 1953               | 1961               | 1971               | 1981               | 1991               | 2001               |
| 79                 | 78                 | 87                 | 95                 | 97                 | 95                 | 104                | 109                | 117                | 120                | 128                | 121                | 116                | 103                | 106                |

## Külső hivatkozások
- Jasztrebaszka város hivatalos oldala
- Jasztrebaszka turisztikai egyesületének honlapja[halott link]
- E. Laszowsky: Stara hrvatska Županija Podgorska Zagreb 1899.